# كاليرا
كاليرا (بالإنجليزية: Calera)‏ هي مدينة أمريكية تقع في ولاية ألاباما.تبلغ مساحة هذه المدينة 33.5 (كم²)،ويبلغ عدد سكانها 11620 نسمة حسب إحصاء سنة 2010 م.تشير الإحصاءات بأن الكثافة السكانية في هذه المدينة تقدر بـ(94.3) نسمة/كم2.

## التركيبة السكانية
حدّد مكتب تعداد الولايات المتحدة بيانات التركيبة السكانية لكاليرا في تعداد الولايات المتحدة. في ما يلي، التركيبة السكانية حسب تعدادي 2000 و2010.

### تعداد عام 2000
بلغ عدد سكان كاليرا 3,158 نسمة بحسب تعداد عام 2000، وبلغ عدد الأسر 1,248 أسرة وعدد العائلات 889 عائلة مقيمة في المدينة. في حين سجلت الكثافة السكانية 49.9 نسمة لكل كيلومتر مربع (129.2/ميل2). وبلغ عدد الوحدات السكنية 1,400 وحدة بمتوسط كثافة قدره 22.1 لكل كيلومتر مربع (57.2/ميل2).
وتوزع التركيب العرقي للمدينة بنسبة 77.42% من البيض و19.92% من الأمريكيين الأفارقة و0.19% من الأمريكيين الأصليين و0.54% من الأمريكيين ذوي الأصول الآسيوية و0.06% من سكان جزر المحيط الهادئ و0.66% من الأعراق الأخرى و1.20% من عرقين مختلطين أو أكثر و1.90% من الهسبانيون أو اللاتينيون من أي عرق.
بلغ عدد الأسر 1,248 أسرة كانت نسبة 37.3% منها لديها أطفال تحت سن الثامنة عشر تعيش معهم، وبلغت نسبة الأزواج القاطنين مع بعضهم البعض 54.1% من أصل المجموع الكلي للأسر، ونسبة 13.5% من الأسر كان لديها معيلات من الإناث دون وجود شريك، بينما كانت نسبة 3.7% من الأسر لديها معيلون من الذكور دون وجود شريكة وكانت نسبة 28.8% من غير العائلات. تألفت نسبة 26.4% من أصل جميع الأسر من عدة أفراد يعيشون في نفس المنزل ونسبة 10.8% كانت تتألف من شخص يعيش بمفرده يبلغ من العمر 65 عاماً أو أكثر. وبلغ متوسط حجم الأسرة المعيشية 2.51، أما متوسط حجم العائلات فبلغ 3.04.
بلغ العمر الوسطي للسكان 34.0 عاماً. وكانت نسبة 26.7% من القاطنين تحت سن الثامنة عشر، وكانت نسبة 8.1% بين الثامنة عشر والرابعة والعشرين عاماً، ونسبة 31.3% كانت واقعةً في الفئة العمرية ما بين الخامسة والعشرين والرابعة والأربعين عاماً، ونسبة 20.7% كانت ما بين الخامسة والأربعين والرابعة والستين، ونسبة 12.5% كانت ضمن فئة الخامسة والستين عاماً فما فوق. يوجد لكل 100 أنثى 92.8 ذكر، ويوجد لكل 100 أنثى في الثامنة عشر من عمرها فما فوق 84.6 ذكر.
بلغ متوسط دخل الأسرة في المدينة 35,650 دولارًا، أما متوسط دخل العائلة فبلغ 42,885 دولارًا. وكان متوسط دخل الذكور 34,042 دولارًا مقابل 21,750 دولارًا للإناث. وسجل دخل الفرد الخاص بالمدينة 16,395 دولارًا. وكانت نسبة 12.2% من العائلات ونسبة 12.5% من السكان تحت خط الفقر، وكان من هؤلاء نسبة 17.9% تحت سن الثامنة عشر ونسبة 3.2% في الخامسة والستين من العمر وما فوق.

### تعداد عام 2010
بلغ عدد سكان كاليرا 11,620 نسمة بحسب تعداد عام 2010، وبلغ عدد الأسر 4,657 أسرة وعدد العائلات 3,240 عائلة مقيمة في المدينة. في حين سجلت الكثافة السكانية 183.6 نسمة لكل كيلومتر مربع (475.5/ميل2). وبلغ عدد الوحدات السكنية 5,128 وحدة بمتوسط كثافة قدره 81 لكل كيلومتر مربع (209.8/ميل2).
وتوزع التركيب العرقي للمدينة بنسبة 71.20% من البيض و22.96% من الأمريكيين الأفارقة و0.20% من الأمريكيين الأصليين و0.65% من الأمريكيين ذوي الأصول الآسيوية و0.04% من سكان جزر المحيط الهادئ و2.93% من الأعراق الأخرى و2.03% من عرقين مختلطين أو أكثر و4.97% من الهسبانيون أو اللاتينيون من أي عرق.
بلغ عدد الأسر 4,657 أسرة كانت نسبة 38.6% منها لديها أطفال تحت سن الثامنة عشر تعيش معهم، وبلغت نسبة الأزواج القاطنين مع بعضهم البعض 53.8% من أصل المجموع الكلي للأسر، ونسبة 12.3% من الأسر كان لديها معيلات من الإناث دون وجود شريك، بينما كانت نسبة 3.5% من الأسر لديها معيلون من الذكور دون وجود شريكة وكانت نسبة 30.4% من غير العائلات. تألفت نسبة 25.9% من أصل جميع الأسر من عدة أفراد يعيشون في نفس المنزل ونسبة 5.2% كانت تتألف من شخص يعيش بمفرده يبلغ من العمر 65 عاماً أو أكثر. وبلغ متوسط حجم الأسرة المعيشية 2.49، أما متوسط حجم العائلات فبلغ 3.01.
بلغ العمر الوسطي للسكان 31.9 عاماً. وكانت نسبة 26.5% من القاطنين تحت سن الثامنة عشر، وكانت نسبة 7.4% بين الثامنة عشر والرابعة والعشرين عاماً، ونسبة 39.5% كانت واقعةً في الفئة العمرية ما بين الخامسة والعشرين والرابعة والأربعين عاماً، ونسبة 18.5% كانت ما بين الخامسة والأربعين والرابعة والستين، ونسبة 8% كانت ضمن فئة الخامسة والستين عاماً فما فوق. وتوزع التركيب الجنسي للسكان بنسبة 47.9% ذكور و52.1% إناث.

## المناخ
يظهر الجدول التالي التغييرات المناخية على مدار السنة لكاليرا:
| البيانات المناخية لـكاليرا        | البيانات المناخية لـكاليرا | البيانات المناخية لـكاليرا | البيانات المناخية لـكاليرا | البيانات المناخية لـكاليرا | البيانات المناخية لـكاليرا | البيانات المناخية لـكاليرا | البيانات المناخية لـكاليرا | البيانات المناخية لـكاليرا | البيانات المناخية لـكاليرا | البيانات المناخية لـكاليرا | البيانات المناخية لـكاليرا | البيانات المناخية لـكاليرا | البيانات المناخية لـكاليرا |
| الشهر                             | يناير                      | فبراير                     | مارس                       | أبريل                      | مايو                       | يونيو                      | يوليو                      | أغسطس                      | سبتمبر                     | أكتوبر                     | نوفمبر                     | ديسمبر                     | المعدل السنوي              |
| --------------------------------- | -------------------------- | -------------------------- | -------------------------- | -------------------------- | -------------------------- | -------------------------- | -------------------------- | -------------------------- | -------------------------- | -------------------------- | -------------------------- | -------------------------- | -------------------------- |
| متوسط درجة الحرارة الكبرى °م (°ف) | 12 (54)                    | 16 (60)                    | 19 (67)                    | 25 (77)                    | 28 (83)                    | 32 (89)                    | 33 (92)                    | 33 (91)                    | 30 (86)                    | 25 (77)                    | 19 (66)                    | 14 (58)                    | 24 (75)                    |
| متوسط درجة الحرارة الصغرى °م (°ف) | −1 (31)                    | 1 (33)                     | 5 (41)                     | 9 (48)                     | 13 (55)                    | 17 (63)                    | 19 (67)                    | 19 (66)                    | 16 (61)                    | 9 (48)                     | 4 (39)                     | 1 (33)                     | 9 (49)                     |
| الهطول مم (إنش)                   | 130 (5.1)                  | 130 (5.3)                  | 170 (6.5)                  | 130 (5.2)                  | 100 (4)                    | 110 (4.2)                  | 140 (5.4)                  | 110 (4.2)                  | 97 (3.8)                   | 71 (2.8)                   | 94 (3.7)                   | 130 (5.1)                  | 1٬400 (55.1)               |
| المصدر: Weatherbase               |                            |                            |                            |                            |                            |                            |                            |                            |                            |                            |                            |                            |                            |

## معرض صور

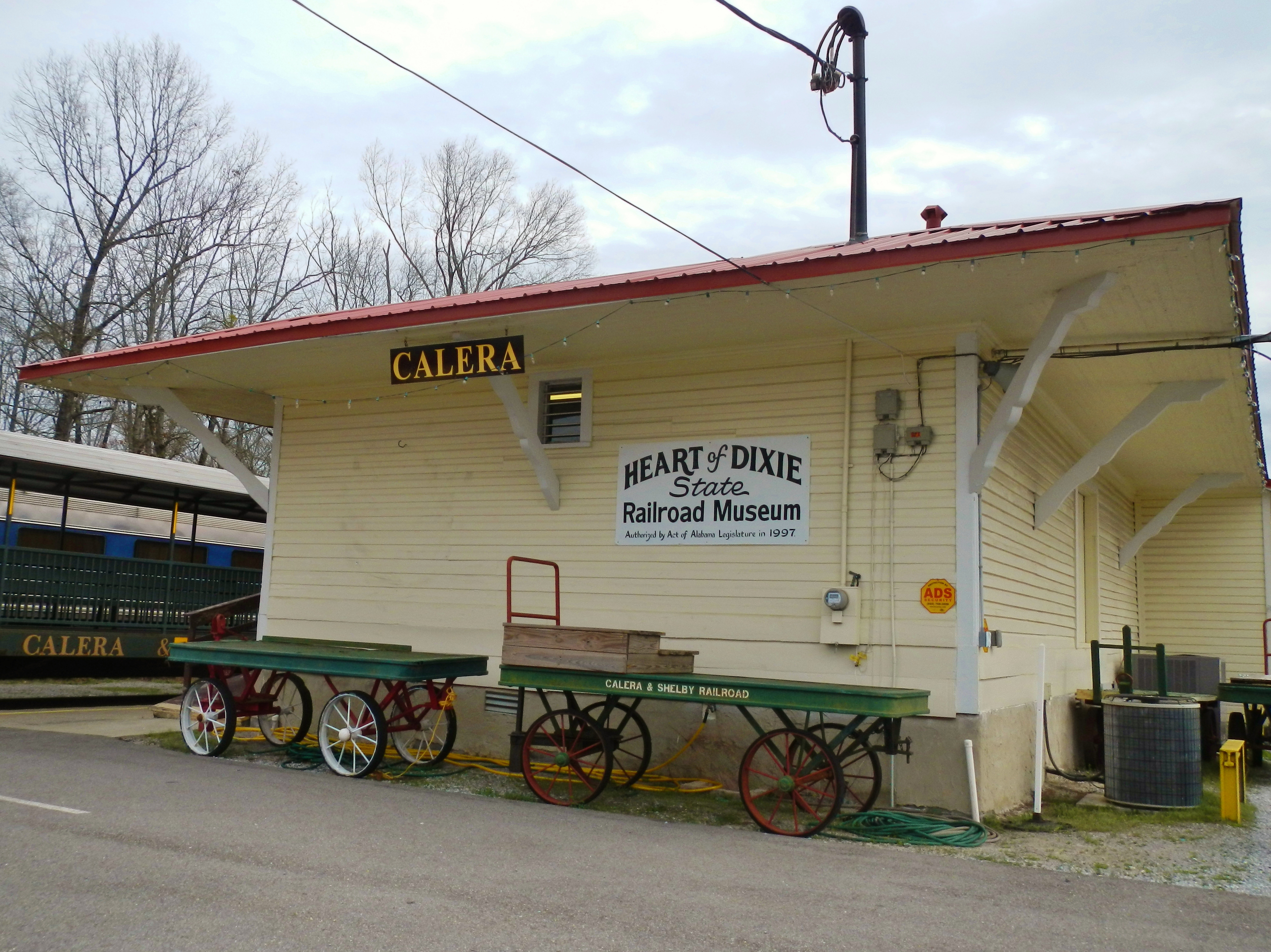
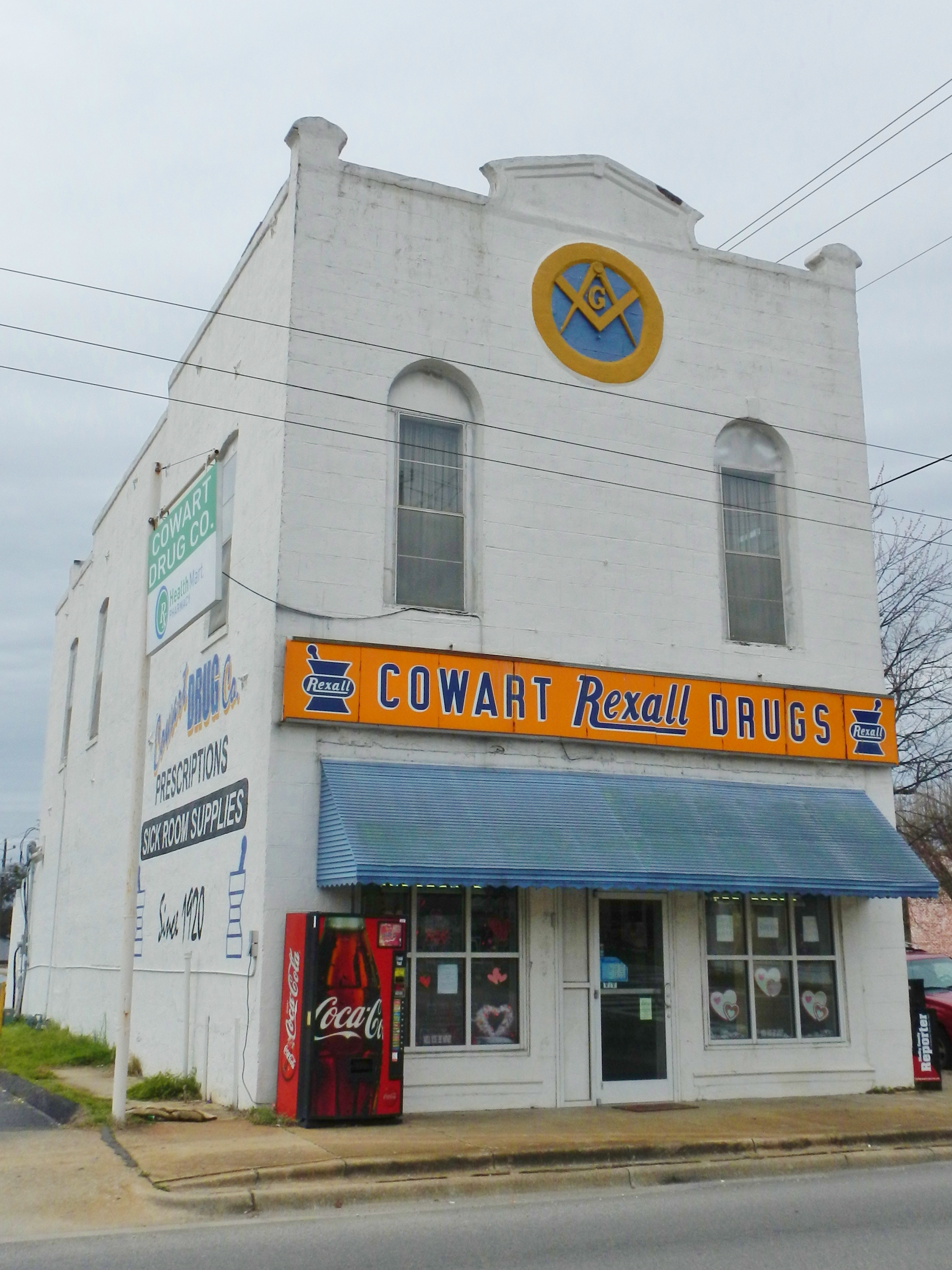
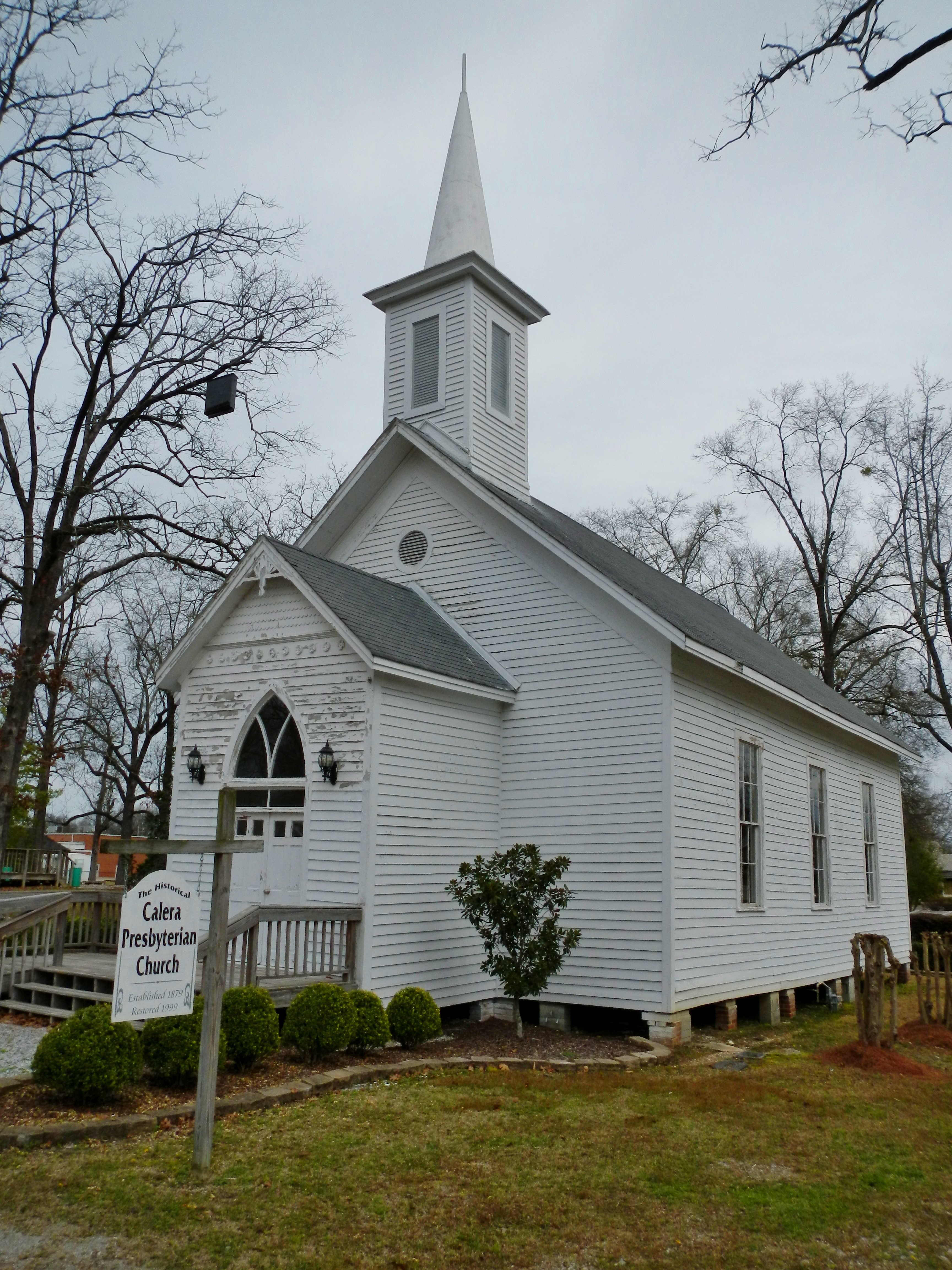
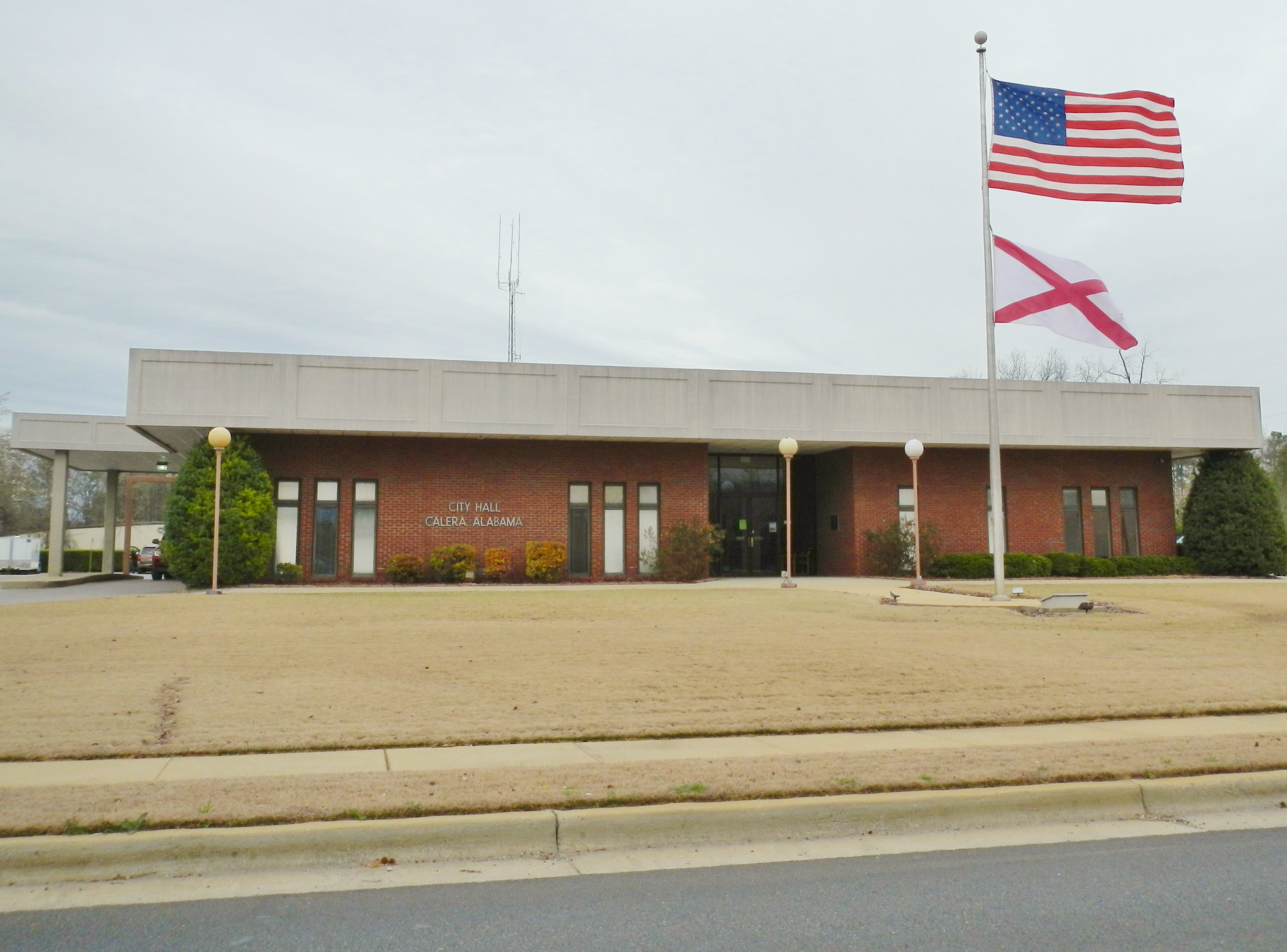